# Joe i Max
Joe i Max (ang. Joe i Max, niem. Joe and Max – Rivalen im Ring) – telewizyjny dramat sportowy, filmowa biografia bokserów Maksa Schmelinga i Joego Louisa.

## Obsada
- Til Schweiger jako Max Schmeling
- Leonard Roberts jako Joe Louis
- Peta Wilson jako Anny Ondra
- Richard Roundtree jako Jack Blackburn
- John Toles-Bey jako John Roxborough
- David Paymer jako Joe Jacobs
- Peter Pauli jako Heinrich Mann
- Rolf Kanies jako Adolf Hitler